# Węglino Małe
Węglino Małe (lub Małe Węglino, niem. Klein Wanglin See) – jezioro w Polsce, położone w województwie zachodniopomorskim, w powiecie drawskim, w gminie Drawsko Pomorskie.
Akwen leży na Pojezierzu Drawskim, 1,7 km na północny-wschód od wsi Żółte.